# Apollo (ASTP)
Apollo (ASTP), även kallad Apollo 18, var en amerikansk Apollofarkost som under Apollo-Sojuz-testprojektet dockade med den sovjetiska rymdfarkosten Sojuz 19.
Farkosten sköts upp med en Saturn IB-raket från Kennedy Space Center den 15 juli 1975. Med sig hade man även den dockningsmodul som skulle utgöra luftsluss mellan de båda farkosterna.
Den 17 juli 1975 dockade man med Sojuz 19 och tillbringade två dagar tillsammans.
Apollo återinträdde i jordens atmosfär och landade i Stilla havet den 24 juli 1975.

## Besättning

### Besättning
- Thomas P. Stafford (4)
- Vance D. Brand (1)
- Deke Slayton (1)

### Reservbesättning
- Alan L. Bean
- Ronald E. Evans
- Jack R. Lousma